# Yadang (métro de Séoul)
Yadang (hangeul : 야당 ; hanja : 野塘) est une station de passage de la ligne Gyeongui-Jungang du métro de Séoul. Elle est située, au 672 Gyeongui-ro, Ilsanseo-gu, sur le territoire de la ville de Paju, au nord de Séoul dans la province Gyeonggi-do, en Corée du Sud.
Ouverte en 2015. la station est desservie par les circulations des rames omnibus et express sur la ligne Gyeongui-Jungang.

## Situation sur le réseau

Plan du réseau du métro de Séoul (2023)

Établie en aérien, Yadang, est une station de passage de la ligne Gyeongui-Jungang du métro de Séoul : elle est située entre la station Paldang, en direction du terminus ouest Unjeong, et la station Tanhyeon, en direction du terminus est Jipyeong.

## Histoire
La station Yadang est mise en service le 31 octobre 2015 sur la ligne Gyeongui-Jungang, du réseau du métro de Séoul créée le 27 décembre 2014.

## Services aux voyageurs

### Accès et accueil
Située au 85 Geumneungyeok-ro, elle dispose de deux accès. Elle est équipée d'automates pour les titres de transport.

### Desserte
Yadang est desservie par les rames omnibus qui circulent sur l'ensemble de la ligne principale.

Installations
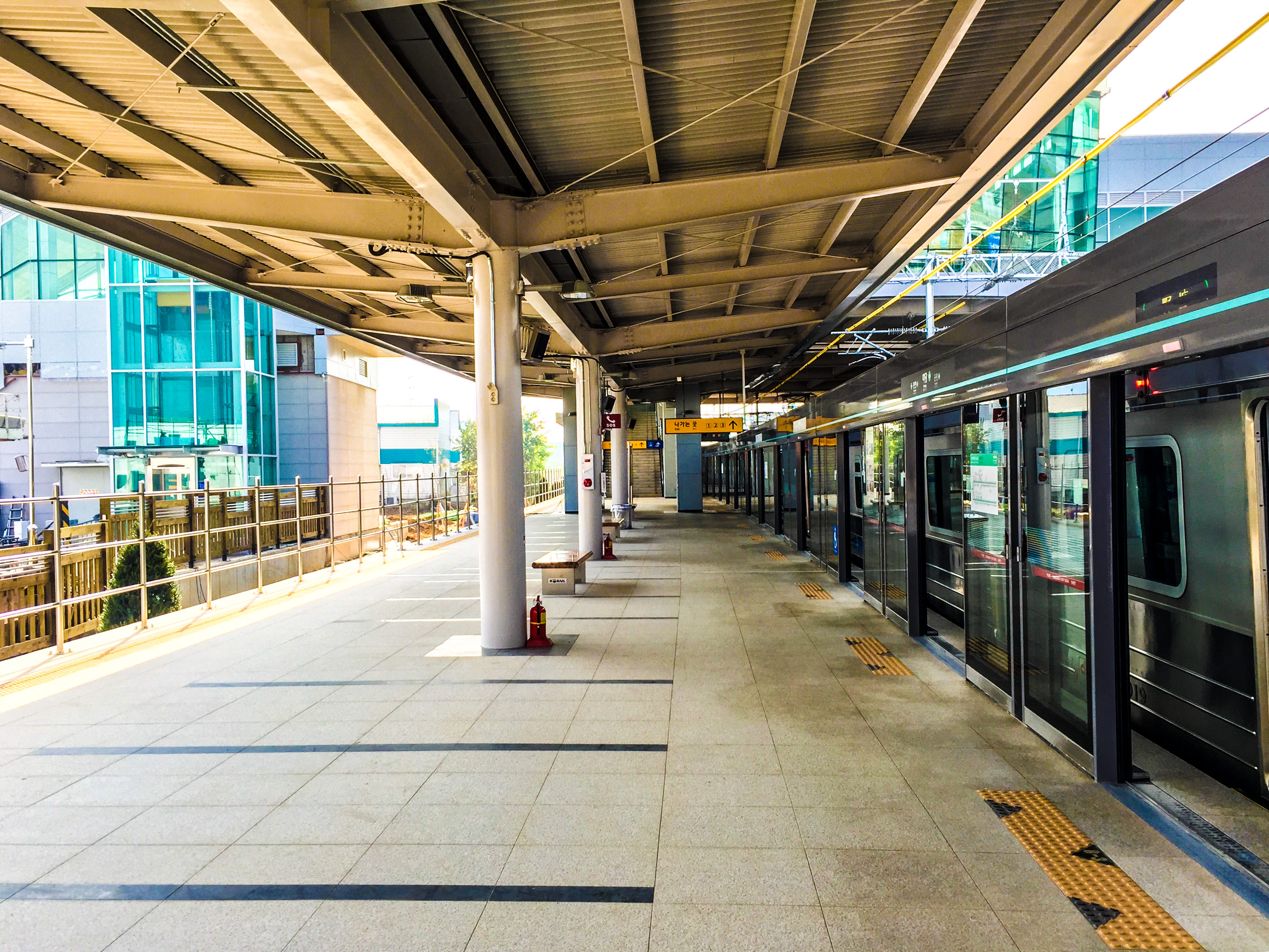
En 2015.
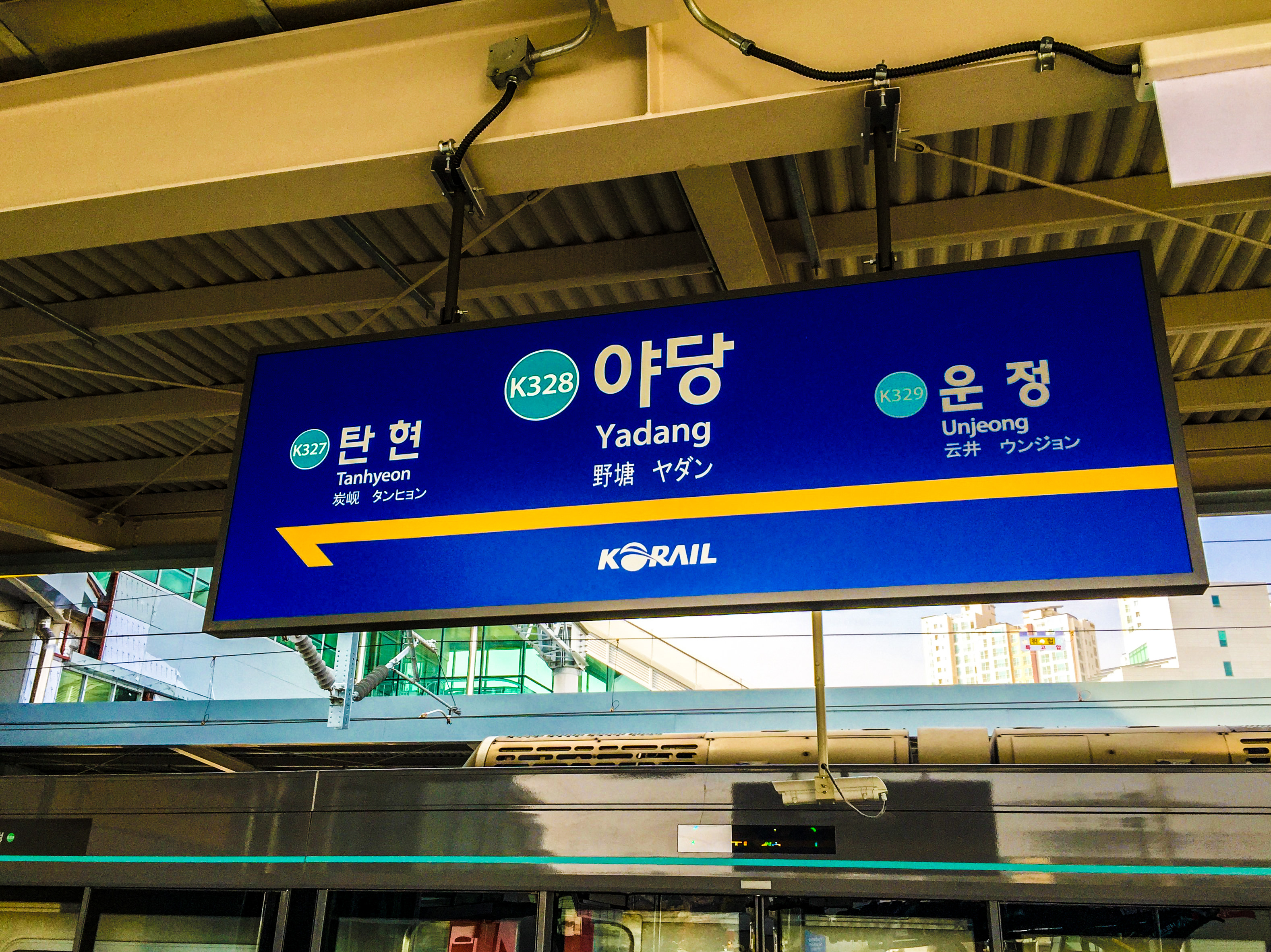
En 2015.
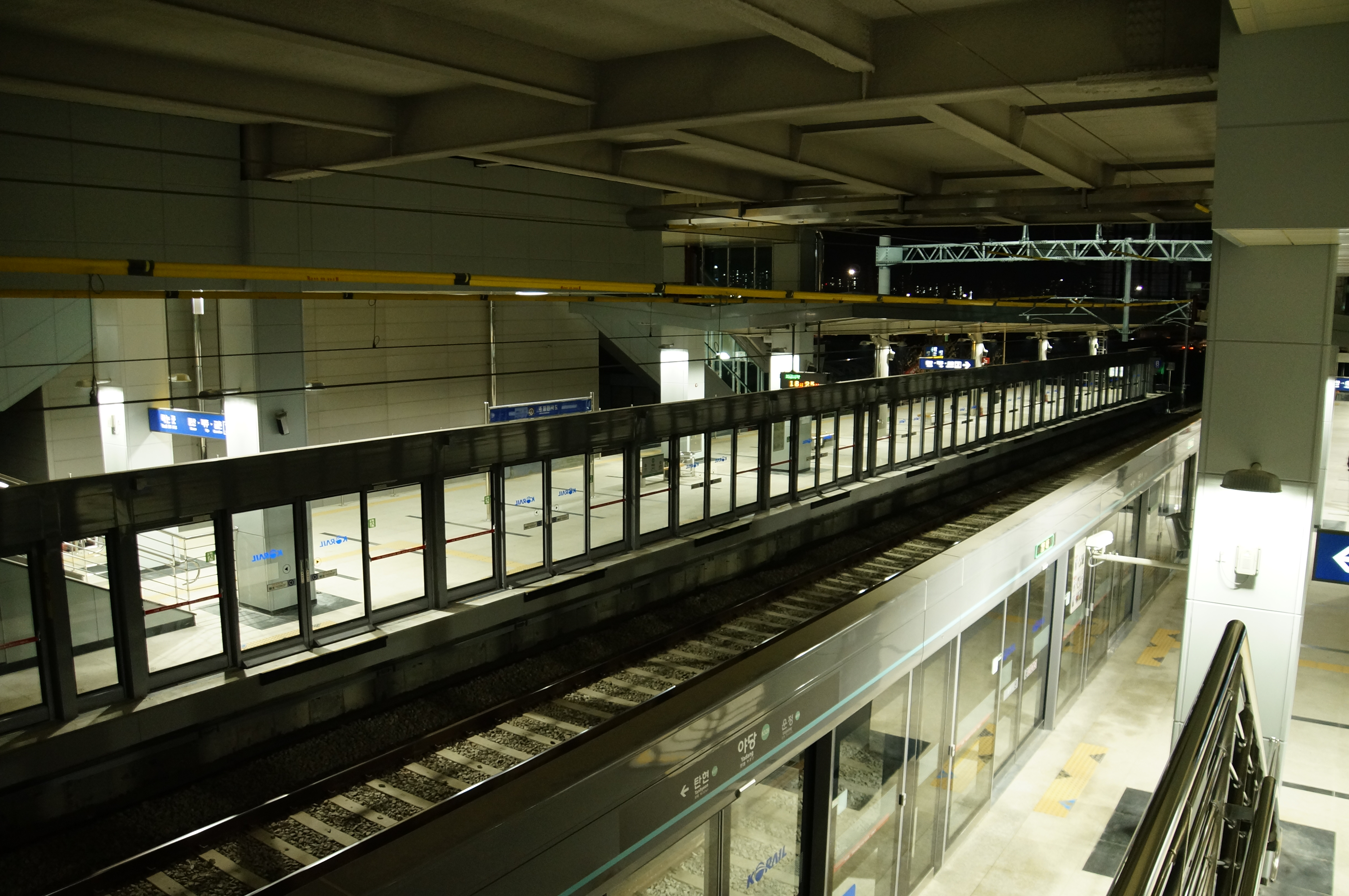
En 2015.

### Intermodalité
Des arrêts de bus sont situés à proximité.